# Pós-crescimento
O pós-crescimento, também chamado por alguns autores por decrescimento, é um conceito da economia baseado na procura por modelos sociais e econômicos os quais o bem-estar humano não esteja atrelado à necessidade do crescimento econômico indefinidamente, tal qual funciona a economia capitalista.
Surgido na França na década de 1970, essa corrente de pensamento tem como premissa básica que, em um planeta de recursos finitos, as economias e as populações não podem crescer infinitamente.
Dentro de uma perspectiva global do futuro para o dilema dos limites ao crescimento, os adeptos do pós-crescimento defendem que o conceito está em sintonia com as questões prementes do Terceiro Milênio – como a poluição, a pobreza e o desenvolvimento.
Embora reconheça que o crescimento econômico pode gerar efeitos benéficos até certo ponto, mas para além de certo ponto (tendo como padrão US$ 25.000 PIB/per capita de Richard Wilkinson e Kate Pickett, no livro The Spirit Level), é necessário a busca de outros indicadores e técnicas para aumentar o bem-estar humano.
Um dos principais apoiadores do pós-crescimento, o advogado estadunidense James Gustave Speth acredita que, como o crescimento do PIB sem limites é tão insustentável quanto o da população, países já desenvolvidos começarão a fazer a transição de um mundo onde crescer deixará de ser uma meta para uma sociedade em que ampliar a qualidade de vida das pessoas e do ambiente será a a maior ambição coletiva das nações. Isso significará sociedades menos consumistas (especialmente de bens materiais), com jornadas de trabalho menores sem uma correspondente perda renda salarial, e prioridade para fontes de energia renováveis. Speth defende que empresas individuais devem também crescer, com o aumento da concorrência econômica e da inovação, embora o consumo total de bens deva cair, segundo seus prognósticos.
Defensores do pós-crescimento enfatizam que o conceito não é sinônimo de "não crescimento", pois muitos indicadores precisam crescer nesse novo ambiente econômico, tais como: os rendimentos dos indivíduos mais pobres dos países desenvolvidos e dos indivíduos mais pobres e de padrão de vida razoável dos países em desenvolvimento; o acesso a serviços básicos de infraestrutura aos que atualmente não dispõem deles; as tecnologias ambientalmente sustentáveis, entre outros. Por isso, a solução não passa simplesmente por deixar de crescer o PIB de um dia para outro, mas sim por mudar o sistema econômico de maneira a desvincular crescimento e prosperidade